# Linn County (Missouri)
Linn County is een county in de Amerikaanse staat Missouri.
De county heeft een landoppervlakte van 1.607 km² en telt 13.754 inwoners (volkstelling 2000). De hoofdplaats is Linneus.